# Fritz Hahn (SA-Mitglied)
Friedrich Eugen Hahn (* 11. Januar 1907 in Berlin; † 27. Januar 1982 in Hildesheim) war ein deutscher SA-Führer.

## Leben und Wirken

### Jugend und Ausbildung
Fritz Hahn war der Sohn des Majors Eugen Paul Georg Heinrich Hahn und seiner Ehefrau Pauline Hahn, geb. Drabinski. In seiner Jugend besuchte er ein Realgymnasium, an dem er die Primareife erwarb. Nach dem Schulbesuch durchlief Hahn eine Ausbildung im Bankfach. Seit dem 5. April 1923 war er als Bankangestellter bei der Commerzbank in Berlin angestellt.

### Politische Aktivitäten in der Weimarer Republik
In den Jahren nach dem Ersten Weltkrieg gehörte Hahn verschiedenen rechtsnationalistischen Wehrverbänden an, in der er eine nachhaltige paramilitärische Prägung erfuhr: Von 1919 bis 1920 gehörte er dem Deutschnationalen Jugendbund an, dann war er vom 2. Juni 1922 an Mitglied des Deutschnationalen Schutz- und Trutzbunds; von Juli bis August 1923 gehörte er einer Ersatzformation der Schwarzen Reichswehr im Fort Hahneberg an, während er von Anfang 1923 bis Mitte 1924 im nationalen Wehrverband der Turnerschaft Ulrich von Hutten aktiv war; in der Zeit vom Januar bis August 1924 betätigte Hahn sich im Bismarckorden.
Von Mitte 1924 bis Anfang 1926 tat Hahn in dem als Auffangorganisation für die nach dem Hitler-Putsch verbotene SA fungierenden Frontbann – bzw. in dessen Berliner Sektion Frontbann-Nord – Dienst, zuletzt in der Funktion eines Kompanieführers. In späteren Jahren gehörte er, seit dem 1. Januar 1928, auch dem Deutschnationalen Handlungsgehilfenverband an.
Anfang 1926 schloss Hahn sich mit dem Gros der Berliner Frontbann-Leute der zu diesem Zeitpunkt erstmals in Berlin aufgestellten SA an, zu deren Gründungsmitgliedern er zählte. Sein offizielles Eintrittsdatum in die SA wurde als 1. Februar 1926 verzeichnet. In die NSDAP trat er zum 26. September 1926 ein (Mitgliedsnummer 44.384).
Zum 1. Februar 1928 wurde Hahn zum Führer der Charlottenburger SA im Rang eines SA-Sturmführers ernannt, die zu dieser Zeit im Sturm 33 zusammengefasst war. Zusammen mit seinem Adlatus Hans Maikowski konnte Hahn in den folgenden Jahren die Charlottenburger SA stark ausbauen, von 20 Mitgliedern 1928 bis auf über 300 im Jahr 1931. In den Reihen seiner Leute genoss Hahn nach dem Urteil von Reichard große Autorität. Das organisatorische Zentrum des Sturms etablierte Hahn dabei in den Sturmlokalen Zur Altstadt in der Hebbelstraße, dem Lokal des Wirtes Krösler in der Röntgenstraße und in einem SA-Heim am Tegeler Weg. Das überaus gewalttätige und brutale Vorgehen bei den Einsätzen des Charlottenburger Sturms brachte diesem in der Berliner Bevölkerung und Presse ab 1931 den Spitznamen „Mördersturm“ ein und machten auch Hahn zu einer in der Hauptstadt berüchtigten Figur. Aufgrund seiner markanten Haarfarbe wurde er von politischen Gegnern oft „Der rote Hahn“ genannt.
In den späten 1920er und frühen 1930er Jahren galt Hahn als eine der wichtigsten Figuren der NS-Bewegung in Berlin: So stand er unter anderem in enger Fühlung mit Kurt Daluege – der ihn als „einen meiner ältesten und besten SA-Führer“ bezeichnete – und Joseph Goebbels. Mindestens einmal suchte ihn Adolf Hitler persönlich zu einer Geheimbesprechung auf.
Als energischer Aktivist führte Hahn die Anschläge seiner SA-Leute auf politisch Andersdenkende häufig selbst an: Öffentliches Aufsehen erregten die von Hahn kommandierten Angriffe des Sturms 33 auf die sozialdemokratischen Brüder Erich und Robert Riemenschneider am 1. Januar 1931, bei dem beide durch Messerstiche und Schläge (Hahn schlug mit einem schweren eichenen Gehstock auf die Männer ein) schwer verletzt wurden, sowie der Angriff auf den Kommunisten Otto Grüneberg, der – angeblich von Hahn selbst – am 1. Februar 1931 erschossen wurde. Nachdem Hahn am 2. Februar 1931 wegen des Falls Riemenschneider wegen Landfriedensbruchs kurzzeitig in Untersuchungshaft genommen worden war, ging er nach seiner Freilassung Ende Februar 1931 in den Untergrund. Noch während seiner Haft war er am 10. Februar 1931 zum Sturmbannführer des Sturmbannes II/1 ernannt worden.
Nachdem er sich im April 1931 an der Niederschlagung der Stennes-Revolte beteiligt hatte, floh Hahn in die Niederlande. Als im August 1931 ein Schwurgerichtsverfahren wegen des Angriffs auf die Brüder Riemenschneider eröffnet wurde, war Hahn unauffindbar und konnte nicht vernommen werden. Bis zur Weihnachtsamnestie vom Dezember 1932, mit der das Verfahren gegen ihn niedergeschlagen wurde, blieb Hahn auf der Flucht.

### Zeit des Nationalsozialismus
Nach dem Machtergreifung der Nationalsozialisten wurde Hahn, der nach dem Urteil Sven Reichardts „von und für die SA“ lebte, am 9. November 1933 zum SA-Standartenführer befördert. Nach der Röhm-Affäre im Sommer 1934 erhielt er im August 1934 das Kommando über die SA-Standarte 1 („Hans Eberhard Maikowski Standarte 1“).
Zum Jahreswechsel 1936/37 wurde Hahn seiner Dienststellung aufgrund einer Unterschlagungs- und Veruntreuungsaffäre enthoben und 1938 durch ein Urteil des SA-Disziplinargerichts aus der SA ausgeschlossen, nachdem der Beschaffungsreferent seiner Standarte unerlaubt eine schwarze Kasse geführt und Standarten-Gelder in die eigene Tasche geleitet hatte. Hahn wurde zugutegehalten, dies nicht gewusst zu haben – weswegen er in der NSDAP bleiben durfte –, doch wurde ihm zum Vorwurf gemacht, seinen Untergebenen nicht ausreichend gründlich beaufsichtigt und damit seiner Sorgfaltspflicht nicht genügt zu haben.

### Nachkriegszeit
Nach dem Zweiten Weltkrieg wurde Hahn zeitweise im Internierungslager Darmstadt und im Internierungslager Recklinghausen-Hillerheide festgehalten. Anschließend arbeitete er als Bauarbeiter in Hildesheim und Torfarbeiter in Sandbostel. 1949 betätigte er sich als Bauarbeiter in Hamburg und ab 1950 war er Textilkaufmann.
1966 wurde Hahn von der Berliner Staatsanwaltschaft als Zeuge in den Verfahren zur Aufklärung der Ermordung von Erik Jan Hanussen und Hans Maikowski im Jahr 1933 als Zeuge vernommen.

## Ehe und Familie
Hahn heiratete am 17. Mai 1971 in Hamburg.